# Hr. Paul
Hr. Paul er en dansk kortfilm fra 1993, der er instrueret af Ib Makwarth efter eget manuskript.

## Handling
Hr. Paul spiller engelsk horn. Ensom står han på sin altan og spiller. Hele dagen. Grundigt forbereder han sig. Om eftermiddagen kører hr. Paul gennem København for at indtage sin plads i symfoniorkestret og udfylder sin meget lille del af Antonín Dvořáks Symfoni nr. 8. Derefter kører hr. Paul glad og tilfreds hjem til sin fine lejlighed, sin rødvin, kaffe og cognac og en god pibe tobak.